# Eurogruppen

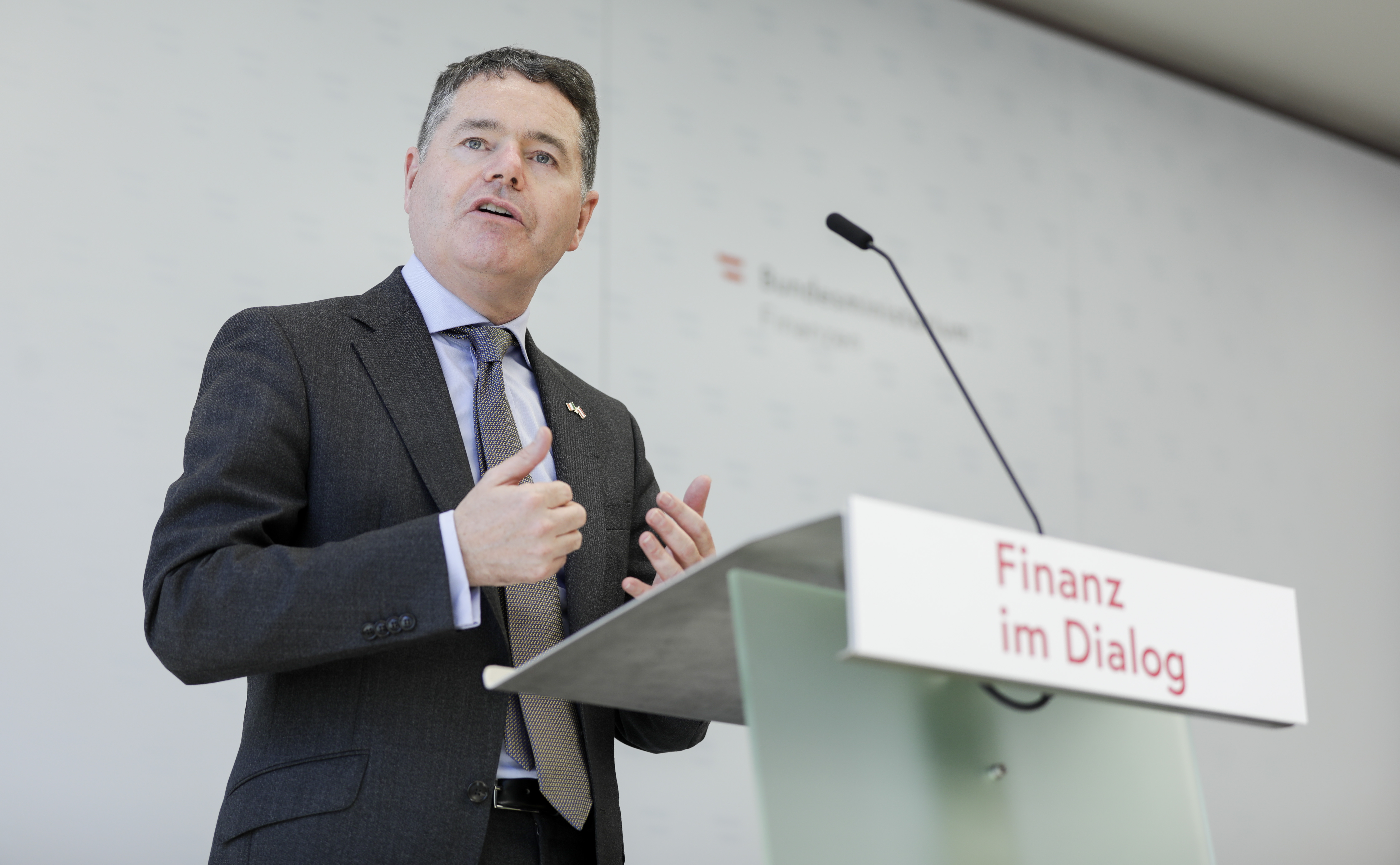
Paschal Donohoe tillträdde som Eurogruppens ordförande den 13 juli 2020.

Eurogruppen är ett regelbundet sammanträde mellan euroområdets finansministrar och Eurogruppens ordförande. Gruppen sammanträder i regel dagen innan rådet för ekonomiska och finansiella frågor (Ekofin). Utöver ordföranden och finansministrarna deltar även kommissionsledamoten med ansvar för ekonomisk politik, Europeiska centralbankens ordförande och ordföranden för Eurogruppens arbetsgrupp i Eurogruppens arbete.
Eurogruppen är en informell konstellation och saknar lagstiftande funktion, men ansvarar för att bereda eurotoppmötets sammanträden och Ekofins sammanträden i de frågor som rör eurosamarbetet. När Ekofin beslutar i frågor som rör eurosamarbetet har endast Eurogruppens ledamöter rösträtt. Eurogruppens första sammanträde hölls den 4 juni 1998. Genom Lissabonfördraget, som trädde i kraft den 1 december 2009, omnämndes Eurogruppen för första gången i unionens fördrag.
Eurogruppen väljer sin ordförande med enkel majoritet för en period av två och ett halvt år. Ordföranden kan bjudas in till eurotoppmötets sammanträden. Eurogruppens första valda ordförande var Luxemburgs dåvarande premiär- och finansminister Jean-Claude Juncker (EPP), som tillträdde som ordförande den 1 januari 2005. Innan dess hade ordförandeskapet roterat mellan finansministrarna på lika villkor, så att alla medlemsstater inom euroområdet innehade ordförandeskapet lika ofta. Juncker efterträddes av Nederländernas finansminister Jeroen Dijsselbloem (PES) den 21 januari 2013. Dijsselbloem omvaldes med enhällighet för en ny period av två och ett halvt år den 13 juli 2015. Den 13 januari 2018 tillträdde Portugals finansminister Mário Centeno (PES) som ny ordförande. Den 9 juli 2020 valdes Irlands finansminister Paschal Donohoe med enkel majoritet till Centenos efterträdare, med start den 13 juli 2020. I november 2022 stod det klart att Donohoe var enda kandidat till att bli Eurogruppens ordförande för nästkommande period av två och ett halvt år.